# 2942 Cordie
2942 Cordie eller 1932 BG är en asteroid i huvudbältet, som upptäcktes 29 januari 1932 av den tyske astronomen Karl Wilhelm Reinmuth i Heidelberg. Den har fått sitt namn efter amerikanskan Cordula A. Robinson.
Asteroiden har en diameter på ungefär 6 kilometer och den tillhör asteroidgruppen Flora.